# Буй (город)
Буй — город (с 1536) в Костромской области России. Административный центр Буйского муниципального района (в состав района не входит). Образует городской округ город Буй.
Население — 20 564 чел. (2021).
Входил в Перечень исторических городов России 2002 года, но в новом Списке 2010 года отсутствует. В ноябре 2019 года включен в перечень исторических поселений регионального значения, утверждённый Костромской областной Думой.

## Этимология
Название из русского буй — «открытое высокое место; площадь около церкви с домами для причта; кладбище». С 1778 года — город Буй.

## География
Город расположен в Верхнем Заволжье на левом берегу реки Костромы (пристань) при устье реки Вёксы, в 103 км к северо-востоку от Костромы. Железнодорожный узел Северной железной дороги.

## Городская символика
Герб Буя
В 1778 году в соответствии с указом Екатерины II «Об учреждении Костромского наместничества» г. Бую был присвоен статус уездного города, а 29 марта 1779 года городу был пожалован и герб в соответствии с именным указом Екатерины Великой. Выглядел он так: «Город Буй. В первой части щита в голубом поле часть герба Костромского наместничества, корма галерная с 3 фонарями и опущенными лестницами. Во второй части щита в голубом поле железный якорь с привязанным на золотой веревке буем, означающим имя этого города». 31 января 2003 года решением № 190 Буйской городской Думы III созыва был утвержден новый, современный герб. В лазоревом (синем, голубом) поле слева вверху золотой буй, а справа внизу серебряный речной якорь о четырёх зубцах, соединенных золотым канатом.

## История
Основание города связано с укреплением восточных границ Русского государства в XVI веке. «Галичский летописец» под 7043 (1535) годом сообщает о набеге «татаровя и черемисы» осенью и о закладке в тот же год двух городков — Любима и Буя. Летом 1536 года произошёл особенно разорительный набег казанских татар, которые по Волге, Унже и Виге добрались до Чухломы и Галича, сожгли часть галичского посада и разгромили русскую заставу на реке Куси.
Опасаясь новых нападений, жители Костромского уезда из волостей Корега, Ликурга, Залесье, Борок Железный в январе 1536 года обратились с челобитной к великому князю Ивану Васильевичу и его матери великой княгине Елене Глинской, прося «поставити город», так как их земли были удалены от существующих крепостей. Просьба была удовлетворена, и, как свидетельствует Никоновская летопись, «князь великий и мати его великая княгиня велели поставити на Кореге Буй-город».
Историки сходятся во мнении, что крепость предназначалась для защиты от набегов казанских татар, мордвы и черемисов. Крепость была возведена на высоком месте при впадении реки Вёксы в Кострому. Предполагается, что стены были выполнены из городней — срубов, засыпанных землёй, отчего укрепление и называлось «Буй-городок». Земляной вал и остатки рва сохранились до наших дней. Внутри крепости располагались двор приказчика, приказная изба, склады, тюрьма и осадные дворы для укрытия окрестного населения, включая дворы Симонова и местного Железноборовского монастырей. Существует несколько версий происхождения названия города. По одной из них, слово «буй» означало открытое высокое место, погост или кладбище. По другой, это место («буевище») могло служить для народных сборов, ритуалов и состязаний.
Первая церковь в крепости, Благовещенская, была заложена в 1542 году по указанию Ивана Грозного; впоследствии на её месте в 1810 году построили каменный храм. На посаде существовала деревянная Воскресенская церковь, а за Вёксой недолгое время стояла Троицкая церковь.
Уже через двадцать лет после постройки, после взятия Казани в 1552 году, Буй утратил своё военное значение, так как набеги прекратились. Город не имел большого экономического или стратегического значения, находясь всего в 40 верстах от древнего Галича.
Буй также служил местом ссылки. В 1587 (по другим данным, в 1589) году сюда был сослан князь Андрей Иванович Шуйский, где вскоре был убит в темнице. В XIX веке в Буе отбывали ссылку участники польского восстания (Шелепчинский, Кац, Шрейдер, Гретович, Петралцовский, ксендз Ружицкий), публицист Л. Е. Оболенский, народницы О. И. Вноровская и Н. А. Армфельдт. Временно в городе жила Е. Г. Бартенева, участница Парижской коммуны. Здесь же прошли детские годы революционера М. П. Сажина.
В 1778 году Буй получил статус уездного города Буйского уезда Костромского наместничества (позднее — губернии). Лишь в период правления Павла I (1796—1802 годы) город временно был заштатным. В рамках екатерининской административной реформы был разработан план регулярной застройки города, который предусматривал радиально-лучевую систему улиц. Были проложены три основные улицы — Успенская (ныне улица Октябрьской революции), Мещанская (ныне улица Ленина) и Костромская (ныне улица Карла Маркса), которые пересекались двумя поперечными — Круглой (ныне улица 1 Мая) и Окологородной (ныне улица Социализма). Застройка оставалась преимущественно деревянной: к 1850 году в городе насчитывалось 257 деревянных и лишь один каменный жилой дом.
К середине XIX века население Буя едва превышало 2 тыс. человек. Основную массу жителей составляли мещане, занимавшиеся различными ремёслами (гончарным, кожевенным, кузнечным, столярным и др. — всего около 30 видов) и мелкими промыслами. Число зарегистрированных ремесленников составляло 119 человек. Также жители занимались сплавом леса по реке Костроме, огородничеством и хлебопашеством. Продукция местных ремесленников из-за кустарного характера производства имела в основном местный рынок сбыта.
В отличие от города, население уезда быстро росло: с 55,5 тыс. человек в 1858 году до 92,2 тыс. в 1917 году. Впоследствии численность сельского населения начала сокращаться. К началу XXI века в Буйском районе проживало около 41 тыс. человек, из них в сельской местности — около 8,8 тыс. Плотность сельского населения упала с 16—27 чел./км² в XIX веке до 2,7 чел./км².
В конце XIX века в городе появились первые промышленные предприятия. Одним из заметных был винокуренный завод А. Ф. Кудрявцева, производивший до 600 тыс. литров водки в год. Другим предприятием стал завод «Хвоя», принадлежавший А. Э. Жадовскому и А. В. Перелешину. В уезде доминировала лесная промышленность, главными лесопромышленниками были Сипягины, В. П. Пухов, Н. С. Яковлев.
Судьба Буя кардинально изменилась в начале XX века со строительством Северной железной дороги. Через город прошла линия Санкт-Петербург — Вологда — Вятка (Северный ход Транссиба), и одновременно была подведена ветка от Ярославля через Данилов. В августе 1905 года в Буй по реке Костроме доставили первые паровозы серий ОВ и ОД. В конце сентября 1905 года завершилось строительство железнодорожной станции Буй, 1 октября 1905 года открылось паровозное депо, а 26 ноября 1906 года отправился первый поезд до станции Галич. Буй стал важной узловой станцией.
Появление железной дороги способствовало быстрому росту города: за десятилетие его население увеличилось более чем вдвое, достигнув к 1917 году почти 7 тыс. человек. Активизировалось развитие промышленности, особенно лесной. В 1915 году на базе перестроенного винокуренного завода был создан химический завод Виленского товарищества. Город стал активно застраиваться вдоль железной дороги, особенно его центральная часть (здания Торговых рядов, Дворянского собрания, земской больницы, гимназии).
В 1925 году ВЦИК подтвердил статус Буя как города Костромской губернии. В городе создавались небольшие промышленные предприятия, строились жилые дома и объекты соцкультбыта. После упразднения Костромской губернии Буй с 1929 по 1936 год входил в состав Ивановской Промышленной области. 20 февраля 1934 года ВЦИК постановил включить в городскую черту Буя селения Болотово и Рабочее начало, а также лесозавод № 8 с электростанцией. С 11 марта 1936 года город находился в составе Ярославской области, а с 13 августа 1944 года — в составе вновь образованной Костромской области.
Развитие железнодорожного узла продолжалось: 1 мая 1931 года открылось движение поездов на Данилов по новому мосту через Кострому. В 1932 году была введена автоматическая блокировка на перегонах, а с 1940 года — электрическая централизация стрелок и сигналов.
В годы Великой Отечественной войны более 15 тысяч буевлян ушли на фронт, около половины из них погибли. Буй как важный железнодорожный узел играл ключевую роль в обеспечении военных перевозок. В городе функционировали два эвакуационных госпиталя, велась подготовка медсестёр. Двенадцать уроженцев города и района были удостоены звания Герой Советского Союза, около 4 тысяч награждены орденами и медалями.
В январе 1945 года Буй получил статус города областного подчинения.
В послевоенные годы продолжалась модернизация железной дороги: 6 мая 1954 года был проведён первый тяжеловесный состав на паровозной тяге; в 1962 году локомотивное депо перешло на тепловозную тягу, а 29 декабря 1968 года со станции Буй отправился первый электровоз.
В 1960—1970-е годы городская инфраструктура активно развивалась: в 1963 году Буй был подключён к государственной энергосистеме, к 1968 году в основном завершено строительство водопровода и канализации, началась газификация жилья. В 1970-х годах построена новая городская больница, расширена сеть учреждений культуры, открыт городской музей.

## Климат
- Среднегодовая температура воздуха — плюс 3,2 °C
- Относительная влажность воздуха — 78,9 %
- Средняя скорость ветра — 0,8 м/с

Город Буй расположен во II-ой климатической зоне, для которой характерен умеренно-континентальный климат с умеренно- теплым летом, умеренно суровой и снежной зимой. Среднегодовая температура воздуха +2,6 °С. Переход температуры воздуха через 0 °С происходит в первой декаде апреля. В мае возможны заморозки. С третьей декады мая средняя суточная температура бывает +11-13 °С, что характеризует переход к летнему периоду, его продолжительность 120—130 дней. Июль — самый теплый месяц с температурой 17-18 °С. Первые заморозки возможны уже в конце августа. Самый холодный период зимы январь-февраль. В зимний период возможны оттепели продолжительностью 4-5 дней. Абсолютный минимум температур — минус 51 °С. Абсолютный максимум + 36 °С. Средняя глубина промерзания почвы 32 см. Средняя температура наиболее холодной пятидневки −28 °С. Продолжительность отопительного периода — 226 суток.
Город относится к зоне достаточного увлажнения. Годовая сумма осадков составляет 750 мм. За вегетационный период 350 мм.

Зима длится 4-5 месяцев. Снег лежит в среднем 157 дней. Снежный покров появляется в третьей декаде октября — начале ноября и сходит в конце апреля — начале мая. Среднее число дней с метелью составляет 37 за зиму. Преобладающее направление ветра—юго-западное. Среднее количество осадков — 600 мм в год. По геоботаническому районированию территория относится к лесной зоне, подзоне южной тайги.
| Показатель                              | Янв.  | Фев.  | Март | Апр. | Май  | Июнь | Июль | Авг. | Сен. | Окт. | Нояб. | Дек.  | Год  |
| --------------------------------------- | ----- | ----- | ---- | ---- | ---- | ---- | ---- | ---- | ---- | ---- | ----- | ----- | ---- |
| Средний суточный максимум, °C           | −8    | −6,7  | −0,1 | 8,7  | 17,2 | 21,7 | 24   | 21,5 | 14,6 | 6,4  | −0,8  | −5,6  | 7,7  |
| Средняя температура, °C                 | −11,5 | −10,8 | −4,8 | 3,4  | 10,9 | 15,8 | 18,2 | 15,8 | 9,7  | 3,3  | −3,3  | −8,4  | 3,2  |
| Средний суточный минимум, °C            | −15,3 | −14,9 | −9,3 | −1,2 | 5,1  | 10   | 12,6 | 10,7 | 5,8  | 0,6  | −5,8  | −11,6 | −1,1 |
| Норма осадков, мм                       | 36    | 28    | 29   | 34   | 50   | 73   | 79   | 70   | 61   | 54   | 45    | 39    | 598  |
| Источник: climate-data.org, MSN-Weather |       |       |      |      |      |      |      |      |      |      |       |       |      |

## Экология
Загрязнение атмосферного воздуха в городе вызвано в основном выбросами автомобильного транспорта, промышленных предприятий ЗАО «ФК», ОАО «Буйский химический завод», ЗАО «Коагулянт», предприятия ОАО «РЖД». В холодное время года в загрязнение атмосферного воздуха большой вклад делают котельные работающие на твердом и газовом топливе. Однако перевод большинства котельных на газовое топливо за последние годы позволило значительно сократить выбросы загрязняющих веществ в атмосферный воздух.
Лабораторный контроль за уровнями загрязнения атмосферного воздуха осуществляет филиал ФБУЗ «Центр гигиены и эпидемиологии в Костромской области в Буйском районе» на автомагистралях в жилой застройке, в зоне влияния промышленных предприятий в пределах санитарно-защитной зоны. Лабораторный контроль проводился по таким загрязняющим веществам как углерода оксид, серы диоксид, азота диоксид, взвешенные вещества, аммиак, серная кислота, фтор и его соединения. Превышений предельно допустимых концентраций загрязняющих веществ в атмосферном воздухе по данным лаборатории филиала ФБУЗ «Центр гигиены и эпидемиологии в Костромской области в Буйском районе» не зарегистрировано.
На большинстве предприятий разработаны проекты нормативов предельно допустимых выбросов загрязняющих веществ в атмосферный воздух, регулярно ведется наблюдение за качеством атмосферного воздуха на границах санитарно-защитных зон и в жилой застройке.
Объём сброса сточных вод в поверхностные водные объекты в 2016 году составил 3117,2 тыс. м³, в том числе сброс загрязненных сточных вод 52,738 тыс. м³. Контроль за эффективностью работы очистных сооружений канализации ведет специализированная лаборатория ООО «Тепловодоканал». Эффективность работы очистных сооружений канализации — удовлетворительная.
В 2016 году на территории городского округа город Буй образовалось и вывезено на объект размещения отходов 61,3 тыс. м³ твердых коммунальных отходов. Вывоз и утилизация отходов осуществляется в соответствии с Генеральной схемой очистки территорий муниципального образования «Городской округ город Буй Костромской области на 2013—2017 годы», утвержденной постановлением администрации городского округа город Буй от 14 августа 2013 года № 729. Во II полугодии 2017 года будет разработана новая Генеральная схема очистки территорий муниципального образования «Городской округ город Буй Костромской области на 2017—2021 годы».
Сбор отработанных ртутьсодержащих ламп осуществляется в соответствии с постановлением администрации городского округа город Буй от 17 февраля 2012 года № 183, определены пункты сбора отработанных ртутьсодержащих ламп от населения.
Большую значимость в настоящее время приобретает необходимость строительства нового полигона ТКО. Для строительства полигона ТКО выделен участок на территории Буйского муниципального района. Однако проектирование полигона и его строительство требует значительных финансовых затрат. С 01.01.2017 года сбор, транспортировку и утилизацию ТКО осуществляет ООО «Полигон» г. Галич.
Филиалом ФБУЗ «Центр гигиены и эпидемиологии в Костромской области в Буйском районе» в 2016 году проведен отбор проб почвы и исследования на соответствие гигиеническим нормативам в 3 мониторинговых точках. По санитарно-химическим показателям (соли тяжелых металлов (ртуть, свинец, кадмий) неудовлетворительных результатов анализов не установлено.
В целях улучшения экологической обстановки на территории городского округа город Буй ежегодно проводятся весенне-осенние месячники по санитарной очистке и благоустройству. В 2016 году проведено 3 общегородских субботника по очистке и озеленению территории городского округа город Буй. Ликвидировано 177 несанкционированных свалок мусора.
Экологическое состояние города, учитывая количество выбросов в атмосферу загрязняющих веществ на 1 жителя от всех источников, сброс неочищенных или недостаточно очищенных сточных вод в водные объекты, состояние водных объектов, почвенного покрова, зеленых насаждений, объектов санитарной очистки и т. д., оценивается как хорошее (4 балла).

## Население
| 1850    | 1856    | 1857    | 1877    | 1895    | 1896    | 1897    | 1906    | 1907    | 1909    | 1910    | 1911    |
| ------- | ------- | ------- | ------- | ------- | ------- | ------- | ------- | ------- | ------- | ------- | ------- |
| 2100    | ↗2300   | ↘2132   | ↘1913   | ↗2161   | ↗2223   | ↗2624   | ↗2929   | ↗3046   | ↗3255   | ↗3337   | ↗3398   |
| 1912    | 1913    | 1914    | 1915    | 1917    | 1926    | 1931    | 1939    | 1959    | 1967    | 1970    | 1979    |
| ↗3467   | ↗3536   | ↗3689   | ↗3873   | ↗6900   | ↗9932   | ↗13 500 | ↗20 400 | ↗27 221 | ↘25 000 | ↗29 216 | ↘28 256 |
| 1989    | 1992    | 1996    | 1998    | 2000    | 2001    | 2002    | 2003    | 2005    | 2006    | 2007    | 2008    |
| ↗32 701 | ↗32 800 | ↘29 300 | ↘29 200 | ↘28 800 | ↘28 500 | ↘27 392 | ↗27 400 | ↘26 500 | ↘26 200 | ↘25 900 | ↘25 330 |
| 2009    | 2010    | 2011    | 2012    | 2013    | 2014    | 2015    | 2016    | 2017    | 2018    | 2019    | 2020    |
| ↗25 475 | ↗25 763 | ↗25 800 | ↘25 179 | ↘24 796 | ↘24 531 | ↘24 315 | ↘24 097 | ↘24 011 | ↘23 809 | ↘23 578 | ↘23 233 |
| 2021    |         |         |         |         |         |         |         |         |         |         |         |
| ↘20 564 |         |         |         |         |         |         |         |         |         |         |         |

На 1 января 2025 года по численности населения город находился на 667-м месте из 1124 городов Российской Федерации.
Национальный состав
По итогам переписи населения 2020 года проживали следующие национальности (национальности менее 0,1 % и другое, см. в сноске к строке «Другие»):
| Национальность | Численность, чел. | Доля     |
| -------------- | ----------------- | -------- |
| Русские        | 19 114            | 92,95 %  |
| Украинцы       | 83                | 0,40 %   |
| Азербайджанцы  | 42                | 0,20 %   |
| Армяне         | 32                | 0,16 %   |
| Цыгане         | 30                | 0,15 %   |
| Татары         | 30                | 0,15 %   |
| Белорусы       | 21                | 0,10 %   |
| Другие         | 1212              | 5,89 %   |
| Итого          | 20 564            | 100,00 % |

## Современный город
Развита лесная, деревообрабатывающая и целлюлозно-бумажная промышленность (ОАО «Лесопромышленная холдинговая компания „Буйлеспром“»; «Холдинговая компания „Планета землян“», в состав которой входят предприятия ОАО «Буйский химический завод», ООО «БХЗ-Агро», ЗАО «Эско»). Фабрики: швейная, мебельная. Предприятия пищевой промышленности (мясокомбинат, пекарни). Вблизи города планируется строительство Центральной (Костромской) атомной электростанции.
Образование: школы № 1, 2, 5, 7, 9, 13 имени Р. А. Наумова, 37, школа-интернат, техникум градостроительства и предпринимательства, колледж искусств, техникум железнодорожного транспорта, художественная школа, музыкальная школа.
Культура: Дворец культуры железнодорожников, кинотеатр «Луч», краеведческий музей им. Т. В. Ольховик, Центральная городская библиотека, Библиотека № 1 за р. Вёкса, Дом ремёсел.
Спорт: спортивно-оздоровительный комплекс «Спартак», спортивный комплекс «Флагман», стадион «Локомотив», крытый хоккейный каток с искусственным льдом («Арена ПЛАНЕТА»), детско-юношеская спортивная школа, шахматная школа Дома детского творчества.

## Градостроительство и архитектура
В городе насчитывается 3 объекта, входящие в перечень объектов культурного наследия федерального значения (земляной крепостной вал (1536), старое городище (XV—XVII вв.), вал и ров (1536), и 31 — в список объектов регионального значения (в основном, церкви, общественные и жилые постройки, в том числе ансамбль станции Буй и главное локомотивное депо (нач. XX в.)).
Также недалеко от города находятся памятники археологии. Это стоянка «Вёкса-8», VI—V тыс. до н. э., расположенная в 4 км юго-западнее г. Буй, и стоянка «Вёкса-10», III—II тыс. до н. э., Буйский район, 4 км северо-западнее д. Махрово, правый берег р. Вёкса. Недалеко от города находится Железноборовский Предтеченский монастырь, сер. XVIII — сер. XIX в., Буйский р-н, с. Борок Борокской с.а., являющийся памятником истории и архитектуры.
Данные памятники входят в «Перечень объектов культурного наследия федерального значения (ОКН ФЗ), расположенных на территории Буйского муниципального района Костромской области» (по состоянию на 31 декабря 2010 года).
- Центральная площадь города 2013
- Церковь на стрелке 2014
- Благовещенский собор (1810): вид со стороны набережной р. Костромы
- Церковь Воскресения Христова (1836)
- Здание бывш. Дворянского собрания (1910)
- Площадь Революции
- Разлив
- Центр

## СМИ

### Телевидение
Костромской филиал ФГУП «РТРС» обеспечивает на территории города приём первого и второго (43 ТВК) мультиплексов цифрового эфирного телевидения России.
Местные телеканалы — «ТВ-21 Буй» (входит в медиа-группу «Вариант») и «9 этаж» (входит в телерадиокомпанию «Буй ТВ»). Областной телеканал «Русь» вещает в аналоговом режиме на 41 ТВК.

### Радио
- 100,5 МГц Русское радио (входит в медиа-группу «Вариант»)
- 101,2 МГц Радио России / ГТРК Кострома
- 103,9 МГц Ретро FM / Родные берега (входит в телерадиокомпанию «Буй ТВ»)
- 105,5 МГц Юмор FM / Открытый город Буй (входит в телерадиокомпанию «Буй ТВ»)

### Пресса[46]
- Общественно-политическая газета «Буйская правда»
- Общественно-политическая газета «Газета моего города»
- Общественно-политическая газета "Буй сегодня»

## Архивные источники
- С представлением Высочайших указов на отчуждение земель для ж. д. линий СПБ — Вятка, с ветвью Буй — Данилов и Бологое — Седлец: докл. 1 сентября 1901 г. //   РГИА. Ф. 446. Оп. 31. Д. 200.